# Grand steeple chase de Pardubice

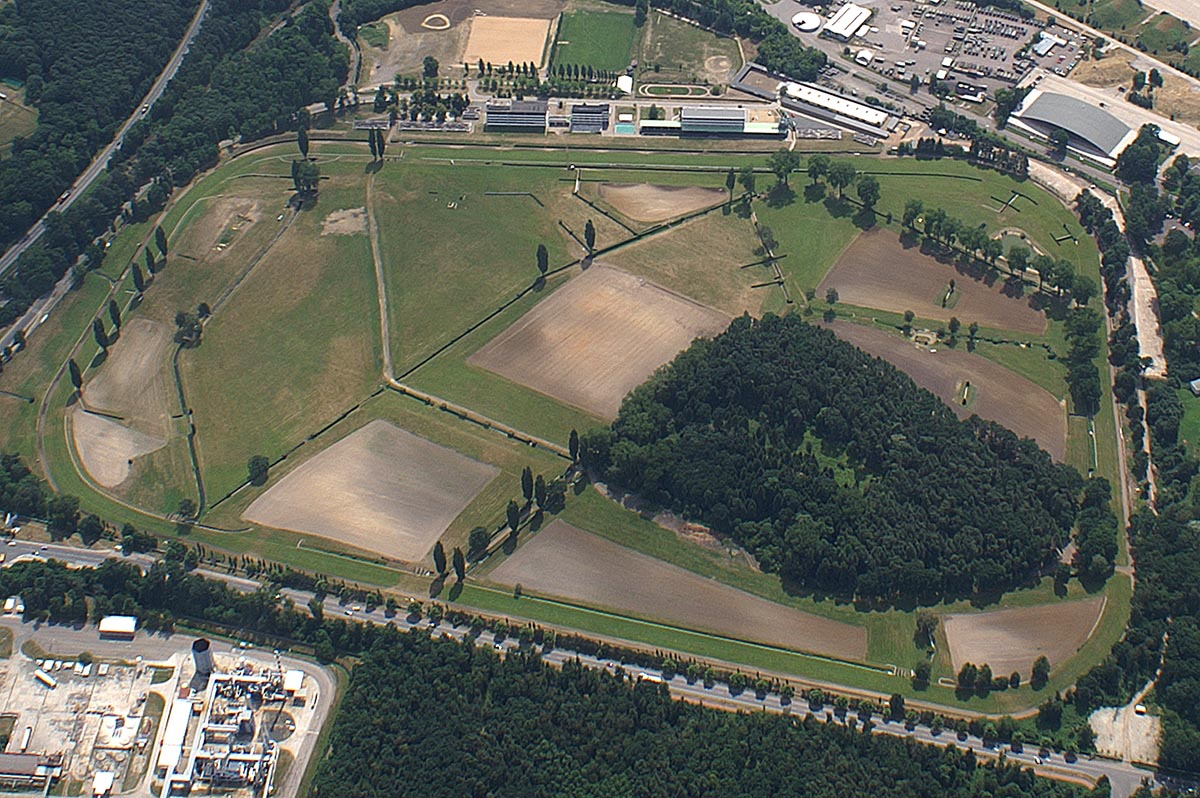
Le grand steeple chase de Pardubice

Le grand steeple chase de Pardubice (ou Velka Pardubicka) est une course hippique de steeple chase se courant chaque année en octobre sur l'hippodrome de Pardubice en République tchèque. Cette course est particulièrement critiquée par les défenseurs de la cause animale, car elle est souvent témoin d'accident mortel pour les chevaux.

## Compétition
Le grand steeple chase de Pardubice se court sur un parcours de 6 900 m possédant 31 obstacles dont la tranchée Thurn und Taxis (obstacle souvent meurtrier) composée d'une haie d'1,50 m de haut suivi d'un fossé de 4 m de large. L'allocation 2008 est de 160 000 euros. Dans les années 1930, le vainqueur recevait son prix des mains du Roi George V d’Angleterre*.
*selon le récit de l'Écuyer de l'école de Cavalerie de Saumur le Général Hervé de SABLON du CORAIL, qui a remporté ce steeple chase deux années consécutives à cette période